# Izapa

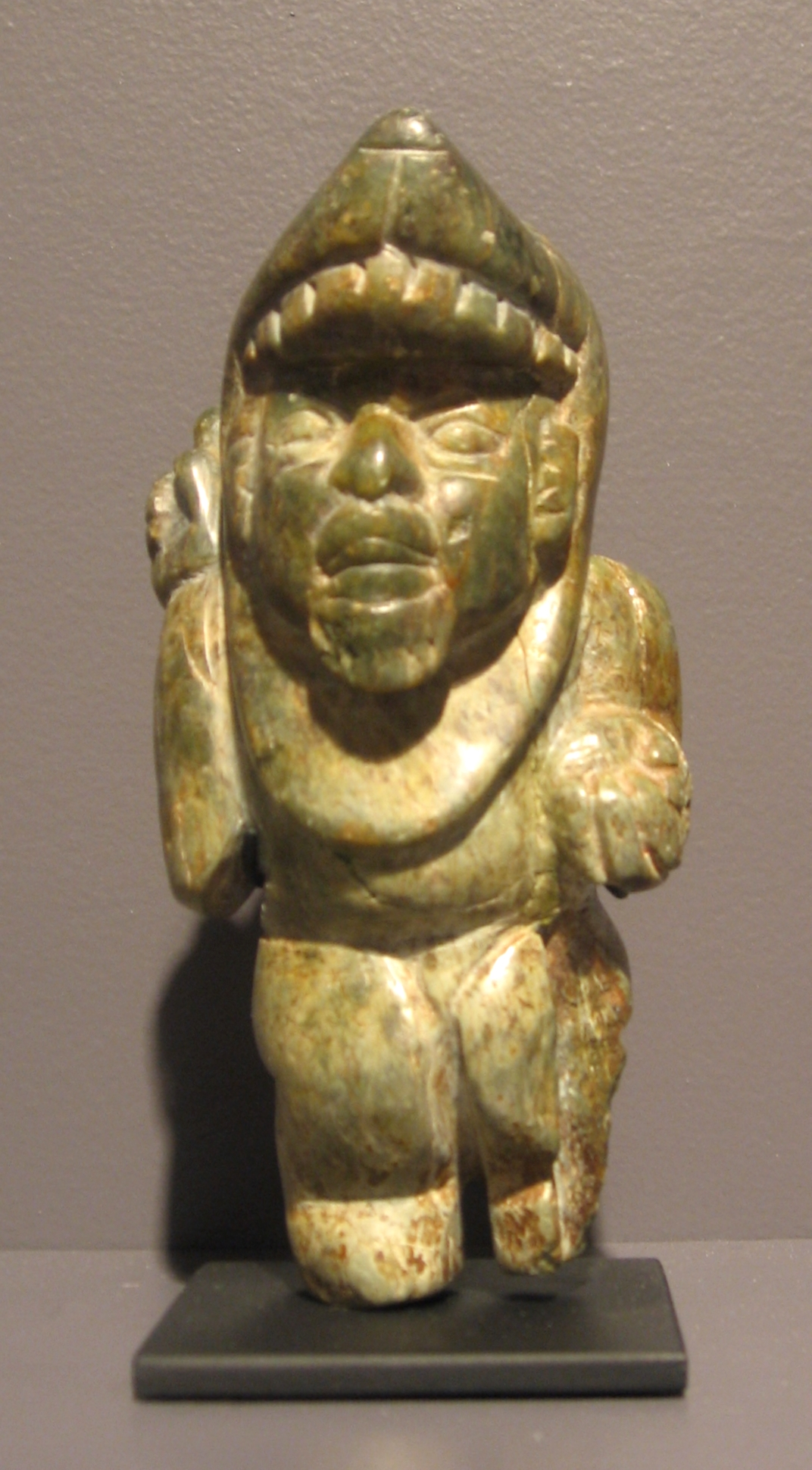
Figurilla de piedra verde procedente de Izapa (Chiapas). Cultura de Izapa, Preclásico Tardío, ss. III a. C.-III d. C.

Izapa y otros sitios del periodo Preclásico tardío

Estela 5 de Izapa

Izapa es un antiguo y extenso yacimiento arqueológico localizado en la región del Soconusco del estado mexicano de Chiapas, en el municipio de Tuxtla Chico. Es uno de los asentamientos prehispánicos más tempranos y grandes de la región, fue ocupado desde el período preclásico formativo de Mesoamérica aproximadamente alrededor del año 1500 antes de Cristo por grupos de la filiación étnica mixe-zoque (relacionados con los olmecas) posteriormente fue ocupado por pueblos mayenses durante el periodo clásico y se desarrolló como un gran centro político y religioso en un proceso de transición entre la cultura olmeca a la cultura maya. Tuvo su apogeo entre los años 500 a. C. al 100 d. C. El sitio contiene estelas y monumentos con las representaciones iconográficas más tempranas de varios aspectos culturales y mitológicos de la cultura maya de las Tierras Altas que perduraron hasta el periodo posclásico.
La localidad se encuentra muy cerca del volcán Tacaná, que es una de las elevaciones más importantes de Guatemala y señala el límite con México.

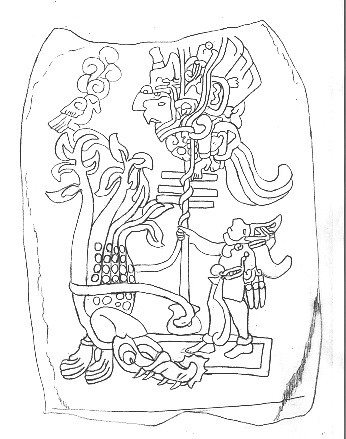
Estela 25 de Izapa

Es posible que el nombre de Izapa sea una deformación del vocablo náhuatl “Atzacua” (lugar del reservorio de agua). (enlace roto disponible en Internet Archive; véase el historial, la primera versión y la última). A solo 4 kilómetros de Izapa, el curso del río Suchiate traza la división limítrofe con Guatemala. Durante su periodo de esplendor este sitio fue uno de los centros económicos más importantes de Mesoamérica. Pese a no ser tan conocido, Izapa es uno de los centros más importantes en la historia cultural mesoamericana. Descubierto hace más de 60 años por José Coffin, y explorado extensamente entre 1961 y 1965, Izapa y muchas de sus esculturas fueron dejadas en un virtual abandono.
Izapa también es único por los monumentos que aún quedan por descubrirse, pero más aún porque representa una de las primeras ciudades estado, cuyo surgimiento es tema crucial en la investigación arqueológica. 

## Contexto inmediato

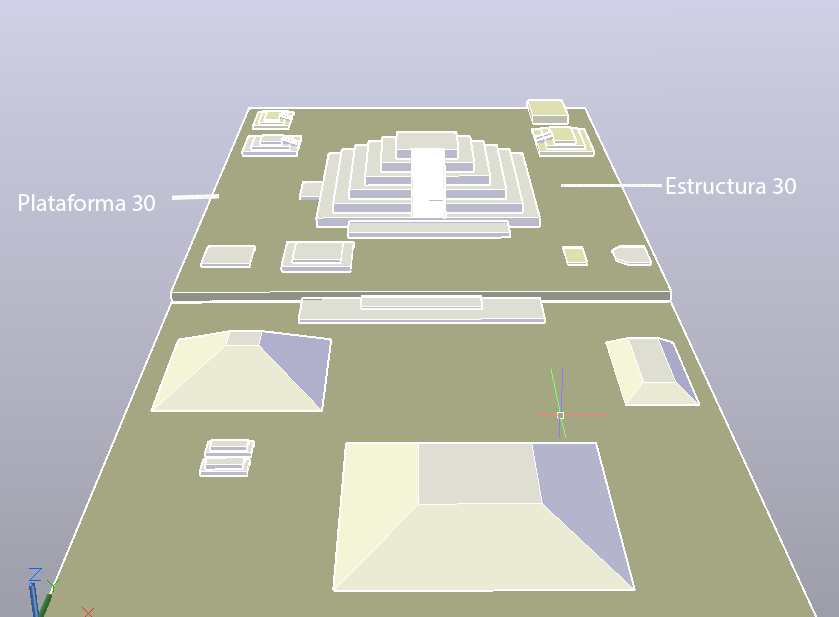
Volumétrico Izapa.

Floreciendo durante el Formativo Medio y Tardío al Postclásico (650 a. C.-100 d. C.) aunque su historia se remonta desde 1500 a. C. hasta 1200 d. C., en su época Izapa fue el centro del Soconusco, la fértil región costera del sureste de Chiapas, especializada en la producción del cacao. Contando tal vez con 10 000 almas, su parte central se extiende en unas 200 hectáreas bajo una muy rigurosa planeación urbanística: 13 grandes plazas entre montículos en disposición cruciforme, con orientación constante que incorporan en su traza la geografía sagrada de la región, dominada por el imponente volcán Tacaná.

## El yacimiento
El antiguo emplazamiento de Izapa se extiende alrededor de 2 kilómetros, por lo que se trata de uno de los mayores en el estado de Chiapas. El apogeo de la población ocurrió entre los siglos VI a. C. y I d. C., aunque algunos arqueólogos suponen que pudo haber sido ocupado desde el siglo XV a. C., en un tiempo contemporáneo a antiguas ciudades olmecas como San Lorenzo (Veracruz) y La Venta (Tabasco). La ocupación de Izapa fue continua hasta el Clásico Tardío. El momento exacto de la caída de la ciudad es debatido, en parte por la ausencia de materiales para fechamiento por carbono 14.
Izapa fue construida sobre una serie de colinas húmedas, con suelos volcánicos. Las condiciones del entorno ecológico eran muy adecuadas para el desarrollo de una agricultura muy productiva. El clima en el sur de Chiapas es cálido y muy húmedo, de modo que la región que rodea a Izapa fue una de las mayores productoras de cacao, que era un bien muy apreciado por los mesoamericanos. Esta región, fue llamada Xoconochco por los mexicas, quienes la incorporaron como una provincia tributaria de la Triple Alianza.

## Localización

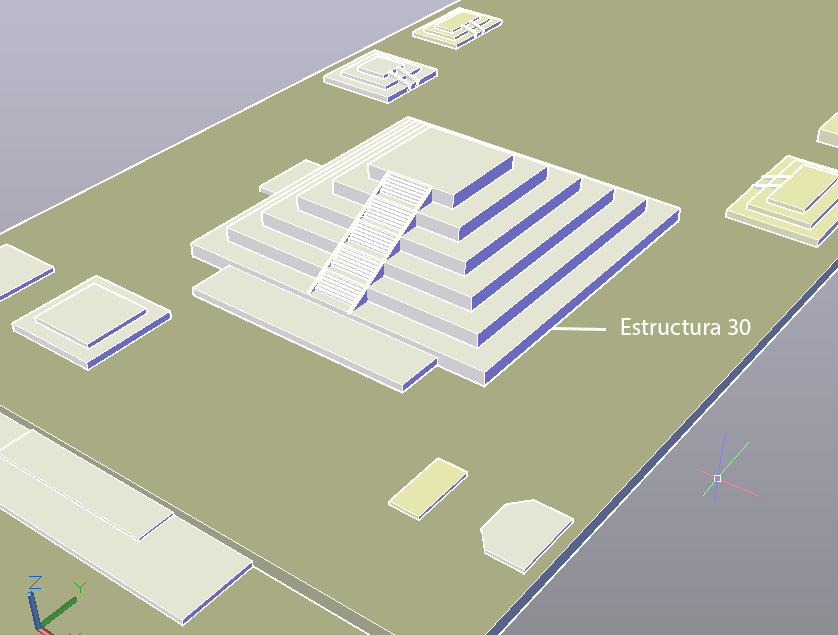
Volumétrico Izapa.

El yacimiento arqueológico de Izapa se encuentra en Tuxtla Chico, a diez kilómetros de la ciudad de Tapachula, ciudad en la frontera de México y Guatemala. El amplio conjunto de monumentos arqueológicos de la ciudad abarca entre 80 y 130 montículos organizados en ocho grupos. Del total de monumentos arquitectónicos, solo alrededor de la mitad han sido restaurados. Las construcciones de Izapa suman más de 250 mil metros cúbicos de piedra y argamasa en total. Abarca basamentos piramidales, plazas con monumentos esculpidos. Probablemente existen dos juegos de pelota, similares a los que se han encontrado en otras ciudades mesoamericanas precolombinas. Se trata de dos áreas abiertas, pero no se ha demostrado que hayan sido empleadas para este juego ritual. El Montículo 30 A fue una pirámide escalonada y es uno de los principales monumentos de Izapa. Tiene una altura de alrededor de diez metros, y fue empleada para propósitos religiosos y rituales. 
Como muchas otras ciudades mesoamericanas, Izapa está orientada sobre un eje ligeramente desviado del norte geográfico. Se encuentra alineada con el volcán Tacaná, y es posible que los puntos notables de orientación astronómica de la ciudad coincidan con el ocaso del solsticio de invierno en el hemisferio norte.

## Importancia cultural Izapa
En este lugar se desarrolló la cultura mixe-zoque (la cual tiene relación con los olmecas); los rasgos de la cultura pre-maya son evidentes, los cuales se hacen presentes posteriormente en toda el área maya del clásico. La presencia de enclaves mexicas con el objeto de cobrar tributos en el área de la costa chiapaneca son patentes en todos aquellos poblados que presentan nombres en lengua náhuatl. Los diversos montículos de la zona presentan un arreglo de plazas o patios, los cuales fueron denominados de acuerdo a como se iban trabajando. En la actualidad, los Grupos A y el B (en la zona nuclear de monumentos), y el Grupo F hacia el norte del conjunto son los que están abiertos a la visita. La regularidad en orientaciones y traza de los espacios, así como las constantes en posicionamiento de monumentos, indican una actividad constructiva bajo los mismos patrones básicos de planeación.  (enlace roto disponible en Internet Archive; véase el historial, la primera versión y la última).
Las esculturas de Izapa integran ideas conmemorativas y mitológicas sobre el ser humano y la naturaleza, con utilidad tanto práctica como espiritual. Su mayor aporte es la escultura en bulto en el acomodo de estelas y altares, elemento cultural asociado a los montículos más importantes y el cual aparece posteriormente en el área maya durante la época clásica. En muchas de estas estelas están retratados personajes que aparecen en las leyendas del Popol Vuh, libro que narra las antiguas tradiciones originarias de los mayas de los altos. El estilo “Izapeño, desarrollado a lo largo de 700 años (desde 600 a. C. hasta 100 d. C.), se distribuyó por lo que ahora es la costa chiapaneca y la costa guatemalteca. Se distingue por estelas talladas en bajo relieve que presentan un arreglo vertical dividido en tres planos: el celeste, el terrenal y el del inframundo, presentando alegóricas escenas rituales con deidades, personajes y descripciones de la narrativa oral que posteriormente se distribuye por toda la península de Yucatán.  (enlace roto disponible en Internet Archive; véase el historial, la primera versión y la última).
Por descubrir: En un día claro, es posible apreciar la relación geográfica entre los montículos más altos de Izapa y los volcanes de Tacaná (al Norte) y Tajumulco (al Este).  Otros detalles que se pueden apreciar en las estelas principales son deidades del agua, personas decapitadas (lo cual se hizo común como práctica de sacrificio en el clásico), y otros elementos e íconos que se aprecian en elementos más tardíos en buena parte de Mesoamérica. (enlace roto disponible en Internet Archive; véase el historial, la primera versión y la última).

### Manifestaciones culturales “El estilo de Izapa”

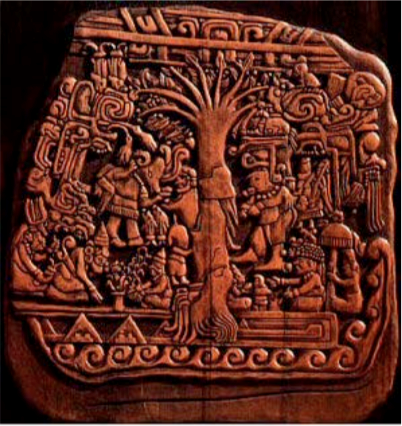
Dibujo reconstructivo de la estela 5 de Izapa.

Izapa es reconocido por sus manifestaciones escultóricas que caracteriza el “Estilo Izapa”. En estos monumentos escultóricos se representan elementos de la cosmogonía de pueblos que se conocen para tiempos posteriores. Se puede considerar como una de las manifestaciones más tempranas de la escritura y registro del calendario a las escenas narrativas que se tallaban en piedra de Izapa.
Por otra parte, es probable que en Izapa y otros sitios contemporáneos, surgieran muchos de los mitos de creación del universo. En Izapa se despliegan sistemáticamente altares y estelas en los espacios públicos, manifestando desde épocas tempranas un alto grado de integración alrededor de la religión oficial. Un número muy importante de monumentos se exhiben en los tres grupos abiertos al público: 21 estelas, 6 altares y 2 tronos, todos con notables relieves, 13 esculturas y monumentos de diversa índole, estelas y altares lisos, más de un conjunto significativo de estelas fragmentadas, escultura menor y otras piezas. Sin embargo, en el resto del sitio hay escultura de bulto y numerosas estelas y altares lisios, petrograbados, pilas y brocales monolíticos asociados a manantiales. Importantes museos tienen un acervo de Izapa: destacan los nueve monumentos del Museo Regional del Soconusco, en Tapachula y cuatro más en el Museo Nacional de Antropología de la Ciudad de México.
Estos mitos dieron unidad cultural a extensas regiones del mundo maya, ya que se extendieron y compartieron diversos elementos a otras civilizaciones de Mesoamérica. La mayoría de las escenas representan la creación y en otras, pasajes narrados en el Popol Vuh que es la historia sagrada de los Quiches. Es el sitio que conserva tantas representaciones escultóricas, estelas, altares y tronos, de su época. Por esta razón se denomina a este estilo con el nombre del Izapa. 
Las esculturas se trabajaban en piedra, y se distinguen por la fuerza expresiva debido al bajo relieve y por la escultura de bulto. Fue el resultado de un desarrollo propio, producto de la creación original pero también de elementos compartidos entre distintas comunidades que establecieron una extensa y compleja red de interacciones culturales. [es.scribd.com/document/270869422/Izapa]

## Importancia Arqueológica de Izapa
Izapa nos ayuda a comprender cómo fue la transición entre la civilización Olmeca y Maya. Existen pocos sitios en Guatemala y México que tienen características de Izapa. La importancia arqueológica de Izapa viene dada por varios motivos. Su marco principal es que se trata de un asentamiento donde han podido estudiar la transición entre una cultura anterior, de raíces olmecas, al origen del asentamiento de la civilización maya según su cosmogonía. Este privilegio lo comparte con contados vestigios antiguos hasta hoy estudiados, como son La Venta o Chiapa de Corzo en México y Kaminaljuyu, Abaj Takalik y El Baúl en Guatemala. Estos lugares son ventanas a los orígenes del mundo maya. 
Las estructuras del lugar no son de gran tamaño, ni te esperes un lugar de los que consideramos colosales. Izapa la tenemos que ver a través del conocimiento para poder apreciarla como es debido. La disposición de las estructuras está hecha según su cosmogonía, lo que hace que encaren sus edificios de manera pensada y ordenada. 

## Centro del Templo de Izapa
Restauración y conservación en equilibrio.
La necesidad de restauración del centro del templo de Izapa incrementó por la conciencia de su importancia desde el proyecto de La fundación arqueológica del nuevo mundo de Izapa que inició en 1962. La expansión de asentamientos y crecimiento del bosque provocó que el acceso de visitantes disminuyera y, por lo tanto, el desarrollo de un parque arqueológico sea difícil de lograr. La reconstrucción digital produce un modelo para la planificación de la restauración. 
Los primeros pobladores en la costa pacífica del sur de Mesoamérica se acercaron a las montañas Tacaná y Tajumulco en busca de un microcentro cósmico, fueron atraídos debido a ríos, montañas y la astronomía del lugar. Las montañas eran percibidas como la tierra que salió primero de las aguas primordiales de la creación como se relata en un mito de la creación del Popol Vuh. El primer edificio en Izapa fue una pequeña plataforma ceremonial orientada hacia los picos de las montañas. Llegaron a la latitud de Izapa donde podían medir los 260 días del calendario sagrado desde el cenit del sol el 13 de agosto al solsticio de invierno y de nuevo al cenit del 30 de abril. El cenit del 13 de agosto fue considerado el día en donde el mundo fue creado en el año 3114 a. C. según el calendario Maya. 
La fundación arqueológica del nuevo mundo en sus excavaciones reveló que en el período clásico tardío el templo central fue construido con gran rapidez a gran escala gracias a la influencia de los denominados extranjeros barbados.
El complejo del templo principal sobre la base de un plan de diseño inicial se extendió 1km2, ninguna construcción era al azar. Diseñaron planes para el templo con diez plazas y más de 140 escultura de piedra usando geometría, medidas uniformes, astronomía y topografía en su diseño principal.
En el centro se encuentra una gran pirámide que representa el cenit solar, su diseño geométrico se deriva de la naturaleza como puede verse al refractarse los rayos de luz del sol al amanecer del solsticio de invierno a través de una ventana entre tres estelas delante de un montículo.
Las estelas colocadas en los cuatro lados de las plazas están dedicadas a tres meses lunares de las 4 estaciones, los cuales pueden ser leídos en secuencia como un códice, también se han encontrado fechas del calendario tzolkin en una secuencia del equinoccio de otoño del nuevo año. El formato de diseño que tienen algunas estelas, combinado con el calendario astronómico se ilustra en la estela número 89, una persona que está siendo levantada de las bandas de la muerte mientras mira el sol que renace en el solsticio de invierno.[cita requerida]
La representación de las estelas, su efecto cósmico junto con muchos otros aspectos en Izapa, se denomina “como un templo al sol” aunque es mucho más. Su mayor ilustración se encuentra en el cenit solar que celebra la creación en 13 de agosto, en el montículo central, representa la montaña cósmica y el ombligo central del universo que es el conducto vertical de potencia óptima conectado al cielo más alto, desde la esquina principal suroeste del templo se puede observar el sol sobre el montículo central.[cita requerida]
En el centro norte de la plaza B, tres pilares con rocas circulares y un trono celebran el cenit se establecieron para alinear la salida y puesta de sol cenital y así marcar su paso por el circuito en el calendario de 260 días. El florecimiento de Izapa se desvaneció en el comienzo de la fase de ato en el año 100 después de cristo cuando la ocupación paso a un nuevo templo más pequeño al norte en el grupo F. El cambio religioso se refleja en una reorientación cósmica, aquí el solsticio de verano se eleva desde el pico de Tajumulco que sustituye la alineación de Venus desde el antiguo templo, rituales con ofrendas siguen enterrados en el antiguo templo esto revela un valor de reverencia que debe haber contribuido a la preservación de Izapa y sus monumentos.

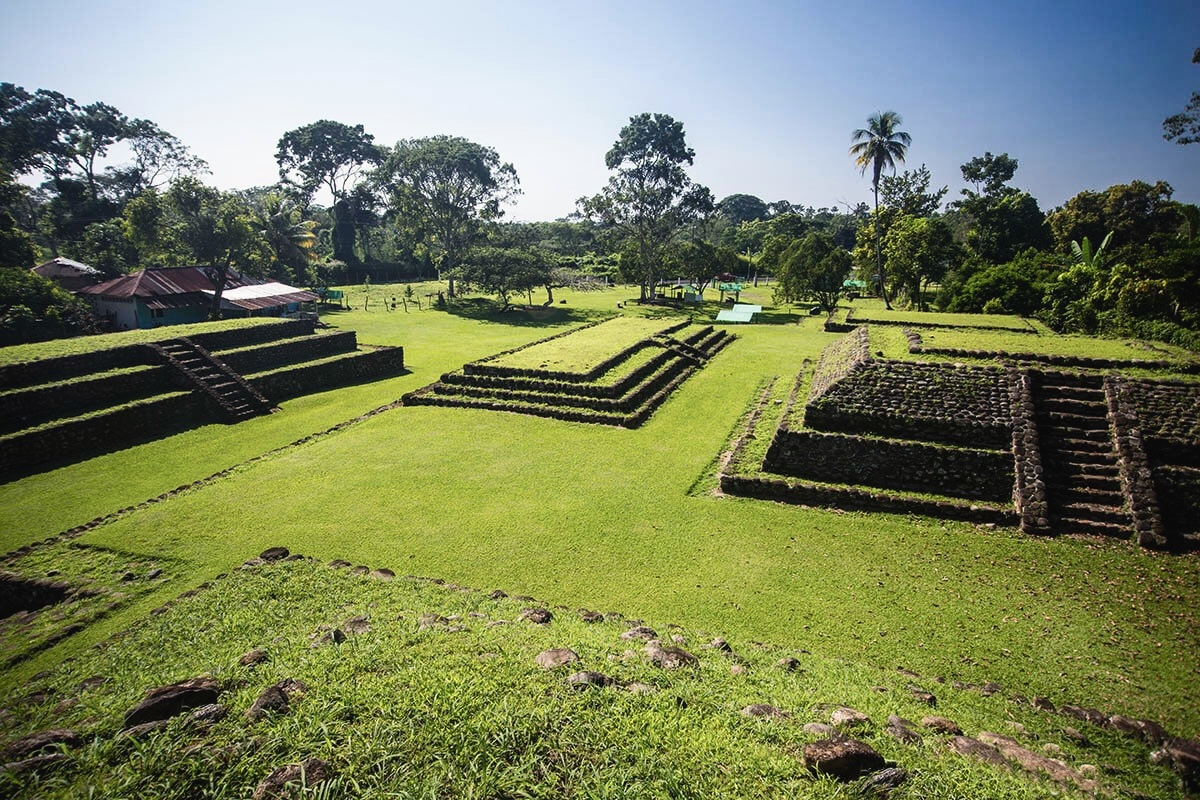
Vista de las pirámides de Izapa.

## Diseño y arquitectura del sitio

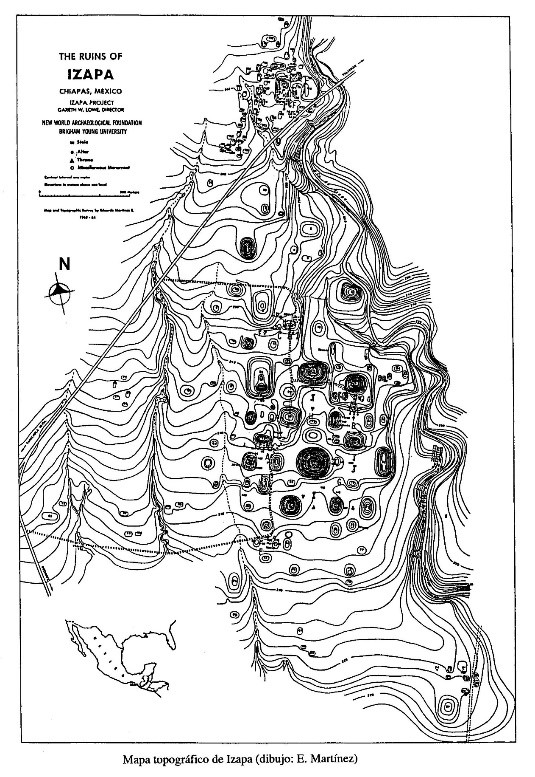
Mapa Topográfico de Izapa.

Lo que más se destaca de Izapa son sus esculturas, llegó un punto en donde se hablaba de un estilo propio una cultura “Izapeña” la cual estaba influida por los olmecas de la costa del golfo, pero con características específicas, estas se extendieron a otras regiones de la costa de Chiapas y Guatemala. Las esculturas izapeña representaban la religión eventos míticos e históricos, así como conceptos religiosos y cosmogónicos. 
El sitio cuenta con numerosos monumentos. Los más simples son las esferas de piedra colocadas sobre columnas, posibles representaciones solares. Después hay esculturas exentas, como el monolito que representa a un enorme jaguar con las fauces abiertas devorando un hombre. 
160 edificios, los cuales incluían pirámides y plataformas de una altura de 22 metros. El montículo 60 es uno de los importantes, mide aproximadamente 105 metros cuadrados con una altura de 22 metros este se encuentra en el grupo H del sitio.
En el grupo B se encuentra el montículo 30 A, el cual es una pirámide escalonada con una altura de diez metros la cual ocupaban para rituales y propósitos religiosos. Tenían dos áreas abiertas, aún no se descubre si fueron empleadas para el juego de pelota o con otro fin. También hay 252 monumentos de piedra, la mayoría esculpidas y 89 estelas grabadas con escenas religiosas. 

## Localización y recursos
Izapa se localiza tan solo a algunos kilómetros de la frontera con Guatemala y a no más de 40 km de las costas del Océano Pacífico. En los márgenes del río abunda la piedra volcánica, un recurso aprovechado por los constructores y habitantes de Izapa durante los más de 2700 años que duró la ocupación del sitio.
Los suelos delgados, pero fértiles, y las abundantes lluvias, hacen de toda esta zona de la planicie costera una importante productora de cacao y otros recursos alimenticios, que seguramente desde la época prehispánica debieron ser importantes recursos económicos que permitían a la población de Izapa, intercambiar por obsidiana y otros bienes necesarios para su subsistencia. 

## Izapa y otras civilizaciones mesoamericanas
Michael Coe describe a Izapa como un enlace de conexión entre los olmecas y los primeros mayas. Él apoya su discusión con la gran cantidad de motivos de estilo olmeca utilizados en el arte de Izapa, incluidos los motivos de jaguar, bocas humanas caídas, la cruz de San Andrés, las cejas de fuego, el cielo y las nubes que se desplazan, y las figuritas de cara de bebé. También se utilizan para respaldar la hipótesis de Coe, son elementos de la cultura maya que se cree que se derivan de los izapanos, incluidas similitudes en los estilos de arte y arquitectura, continuidad entre los monumentos maya e Izapa y deidades compartidas. 
Otros arqueólogos sostienen que aún no se sabe lo suficiente como para respaldar a Coe y que el término "Estilo Izapa" solo debe usarse cuando se describe el arte de Izapa. Virginia Smith sostiene que el arte de Izapa es demasiado único y diferente en estilo para ser el resultado de la influencia olmeca o el precursor del arte maya. Smith dice que el arte de Izapa es muy específico del sitio y no se propagó lejos del sitio. El arte de Izapa probablemente influyó indirectamente en el arte maya, aunque solo sería una de las muchas influencias sobre los mayas. [es.scribd.com/document/270869422/Izapa]
Izapa también está incluido en el debate sobre el origen del calendario de 260 días. Originalmente se pensó que el calendario era un invento maya, pero recientemente se ha planteado la hipótesis de que el calendario se originó en Izapa. Esta hipótesis está respaldada por el hecho de que Izapa se ajusta a las condiciones geológicas e históricas mejor que el lugar que se creía que era el origen. 

## Arte monumental de Izapa
Izapa gana su fama a través de su estilo artístico. El arte encontrado en el sitio incluye esculturas de estelas y también altares que parecen ranas. Los altares de las estelas y las ranas generalmente iban juntas, los sapos simbolizaban la lluvia. Hay características comunes del arte de Izapa, como objetos alados, dioses de labios largos como el Chaac de los mayas, cielo y nubes en forma de estilo olmeca, boca felina utilizada como marco, representación de animales (cocodrilo, jaguar, rana, pez, aves), superposiciones y falta de fechas. 
La gran cantidad de esculturas supera la de cualquier sitio contemporáneo. Garth Norman ha contado 89 estelas, 61 altares, 3 tronos y 68 "monumentos misceláneos" en Izapa. En contraste con la escultura orientada a la regla de la cultura Epi-Olmeca 550 km a través del Istmo de Tehuantepec, la escultura de Izapa tiene, y presenta temas mitológicos y religiosos, y es ceremonial y frecuentemente narrativa. 
Además, en contraste con las estelas epi-olmeca y posteriores mayas, los monumentos de Izapa rara vez contienen glifos. Aunque esto podría implicar que la cultura de Izapa no tenía conocimiento de ningún sistema de escritura, Julia Guernsey, autora de un trabajo definitivo sobre la escultura de Izapa, propone que los monumentos estaban intencionalmente libres de lenguaje y que "la posición de Izapa en la coyuntura de dos regiones lingüísticas [ es decir, Mixe-Zoque y Maya] pueden haber fomentado la inclinación por las estrategias comunicativas no verbales ". Timothy Laughton, un investigador británico, ha proporcionado una lectura de las imágenes y las representaciones narrativas como un todo mitológico unificado, vinculando la mitología con la distribución de los monumentos en el sitio. Entre los posibles glifos de Izapa discutidos por los estudiosos se encuentran algunos que se conocen como "Forma de U", "Panel de borde" (banda del cielo) y "Banda cruzada". Estos glifos tienen paralelos con los símbolos olmecas conocidos. 

### Monumentos notables

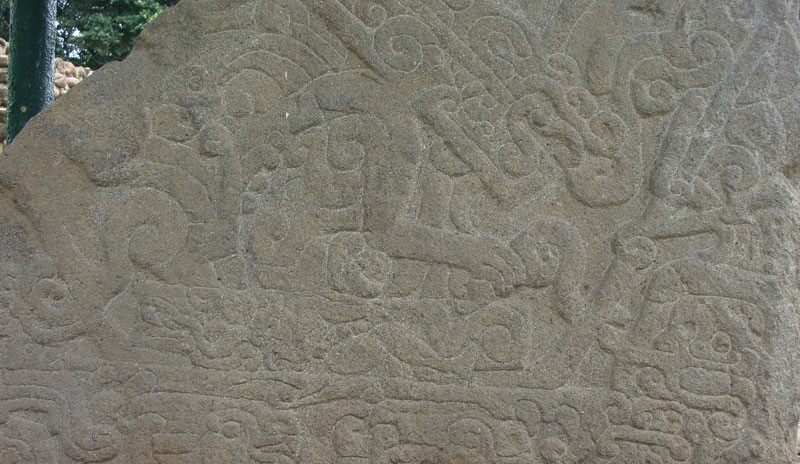
Estela 2 de Izapa.

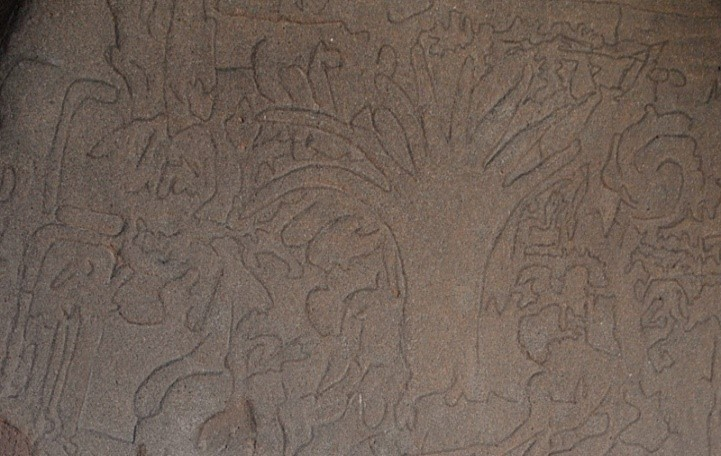
Árbol de la vida de Izapa.

Hay alrededor de 90 estelas, 39 de las cuales tienen algunas superficies talladas. Así, la estela 1 describe a una deidad de agua con la mandíbula prominente y largos labios característicos de Chaak, el dios de la lluvia en el arte clásico maya, capturando peces. 
La estela 2 ilustra una escena de la leyenda maya del origen del Popol Wuj, según la cual los héroes gemelos golpeaban a un falso dios guacamayo provocando que perdiera sus enjoyados ojos, su pico y sus dientes. Desanimado por esta pérdida, el dios guacamayo murió. Según el Popol Wuj, Sipakná, el hijo de Siete Guacamayo mató a cuatrocientos muchachos  por lo que Ukux Kaj, el Corazón del Cielo, envió a los Héroes Gemelos ellos engañaron al gran cocodrilo para que se arrastrara bajo la montaña Meawan y se convirtiera en piedra. 
La estela más famosa es la n.º 5, o del Árbol de la Vida, que muestra a un ente supremo construyendo el Universo y la relación de este con la tierra, el fuego y el agua. Esta estela se puede visitar en el Museo Arqueológico de Soconusco, localizado en la ciudad de Tapachula.
La Estela 1 de Izapa presenta una deidad de labios largos, que Coe describe como la primera versión del dios Maya de los rayos y la lluvia, Chaac. En la Estela I, el dios camina sobre el agua mientras recoge peces en una canasta y también lleva una canasta de agua en su espalda.
La Estela 2 de Izapa, al igual que la Estela 25, se ha vinculado a la batalla de los Gemelos del Héroe Maya contra Wucub Kaquix, un poderoso demonio-ave dominante del inframundo maya, también conocido como Siete Guacamayo (Seven Macaw en inglés). 
La estela 3 de Izapa muestra una deidad que maneja un mazo. La pierna de esta deidad se convierte en una serpiente mientras gira alrededor de su cuerpo. Esta podría ser una forma temprana de Dios Maya K, que llevaba un bastón.
La Estela 4 de Izapa representa una danza de aves, en la que un rey se transforma en un ave. Es muy probable que la escena esté conectada con la llamada Deidad Ave Principal/Siete Guacamayo. Esta transformación podría simbolizar el chamanismo y el éxtasis, es decir, el gobernante chamán usó alucinógenos para viajar a otro mundo. El tipo de sistema político que existía en Izapa aún se desconoce, aunque la Estela 4 podría sugerir que un chamán estaba a cargo. Este gobernante chamán desempeñaría el papel tanto del líder político como del religioso.
La Estela 5 de Izapa presenta quizás el alivio más complejo en Izapa. El centro de la imagen es un gran árbol, que está rodeado por una docena de figuras humanas y decenas de otras imágenes. La Estela 8 de Izapa muestra a un gobernante sentada en un trono, que se encuentra dentro de un cuadrilátero, llamado "cuadrifoliar" por los arqueólogos. La escena que se muestra en la Estela 8 a menudo se compara con el Trono 1, que estaba ubicado en el pilar central de Izapa. La estela 8 puede estar mostrando un gobernante sentado encima del Trono 1.
"Cuando se considera como una unidad conceptual, las imágenes del Trono 1 y la Estela 8 asocian directamente la autoridad política del gobernante, simbolizada por el trono, con sus habilidades sobrenaturales, simbolizadas por el portal cuadrifoliar (Guernsey 2006). Existe un paralelismo sorprendente entre la imagen del Monumento 1 de Chalcatzingo y la Estela 8 de Izapa, ambas con individuos de élite entronizados dentro de un cuadrifoliar ".
La Estela 21 de Izapa es una representación rara de violencia que involucra a deidades. La Estela ilustra a un guerrero que sostiene la cabeza de un dios decapitado.
La Estela 25 de Izapa posiblemente contenga una escena del Popol Wuj. La imagen representada en la Estela 25 es muy probablemente la de los Héroes Gemelos que disparan a la Deidad Ave Principal encaramada sobre un árbol. Esta escena también se muestra en la olla maya llamada "Blowgunner Pot". También se sugiere que la estela 25 podría verse como un mapa del cielo nocturno, que se usó para contar la historia de los Gemelos Heroicos que dispararon a la Deidad Ave Principal. 
[(Love, M.; Guernsey, J. (2007). "Monument 3 from La Blanca, Guatemala: A Middle Preclassic earthen sculpture and its ritual associations)]

## Investigación arqueológica en Izapa

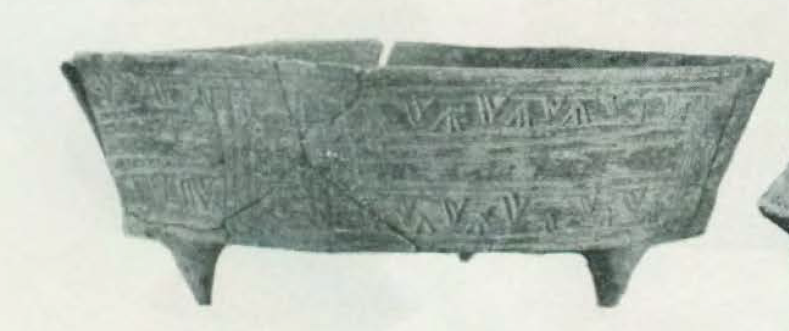
Vasija de cerámica de Izapa.

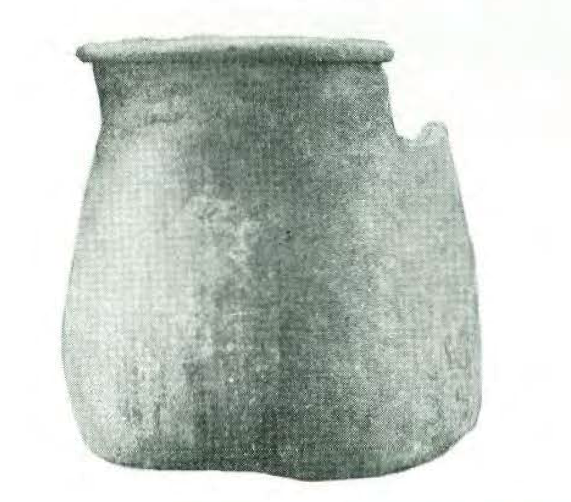
Vasija de cerámica encontrada en Izapa.

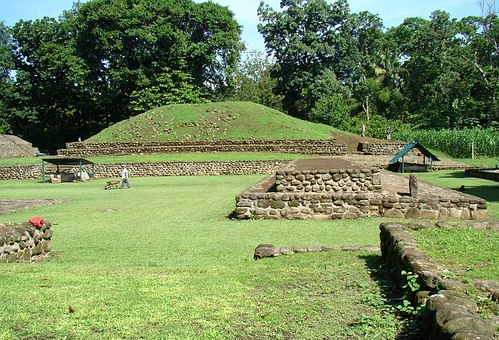
Izapa.

### Primeras investigaciones
Los primeros investigadores fueron atraídos a investigar en Izapa por los grandes montículos del sitio y muchos monumentos tallados. Los dibujos de los monumentos en Izapa se publicaron por primera vez en un folleto del profesor mexicano Carlos A. Culebro. Karl Ruppert visitó el sitio en 1938 mientras trabajaba con la Institución Carnegie. En 1941, Matthew Stirling, que trabajaba en representación de National Geographic y Smithsonian Institution, llevó a cabo una semana de excavaciones en Izapa para revelar mejor algunos de los monumentos tallados. En 1947, Philip Drucker amplió el trabajo de Stirling con una serie adicional de excavaciones de prueba a pequeña escala. Las notas y fotografías de la expedición de Drucker se encuentran en los Archivos Antropológicos Nacionales. [9)	(Culebro, C.A. (1939). Chiapas Prehistórico: Su Arqueología. Huixtla, Chiapas: Folleto no. 1.) (Stirling, Matthew W. (1943). Stone Monuments in Southern Mexico. Washington D. C.: Smithsonian Institution Bureau of American Ethnology Bulletin n.º 138, U.S. Government Printing Office)]

### Excavaciones de la Fundación Arqueológica del Nuevo Mundo
De 1961 a 1965, Gareth Lowe dirigió cuatro temporadas de excavaciones en Izapa en nombre de la New World Archaeological Foundation (una organización sin la Universidad Brigham Young). Las excavaciones de la NWAF enfatizaron el descubrimiento de monumentos y la comprensión de la historia de la construcción de las plazas centrales de Izapa. Como parte de este proyecto, Eduardo Martínez también desarrolló el primer mapa detallado del sitio.
Lowe y sus colegas dataron la mayoría de los monumentos de Izapa hasta la fase de Guillén, de aproximadamente 300 a 50 a. C., sobre la base de las fechas de cerámica y radiocarbono, asociándolos con el período de mayor actividad escultórica y de construcción de Izapa. El montículo más antiguo de Izapa, el montículo 30, fue una de las áreas más estudiadas por la NWAF; se construyó por primera vez durante la fase del Duende Formativo Medio, c. 900–850 a. C.. 
[10)	(Lowe, Gareth; Lee, Thomas A., Jr.; Martínez Espinoza, Eduardo (1982). ’Izapa: An Introduction to the Ruins and Monuments. Provo: Papers of the New World Archaeological Foundation 31. Brigham Young University.) (Ekholm, Susanna M. (1969). ’Mound 30a and the Early Preclassic Sequence of Izapa, Chiapas, México. Provo: Papers of the New World Archaeological Foundation, n.º 73, Brigham Young University)]

### Excavaciones de Hernando Gómez Rueda
Luego de una pausa de 25 años, se reanudaron las excavaciones en Izapa bajo la dirección de Hernando Gómez Rueda, trabajando para el Instituto Nacional de Antropología e Historia de México (INAH). Gómez Rueda pasó cuatro temporadas en Izapa entre 1992 y 1996 con el objetivo principal de documentar el sistema hidráulico y los monumentos de Izapa. Gómez Rueda sugirió varios roles posibles para el sistema hidráulico de Izapa, incluida la distribución de agua en todo el sitio, piscinas para criar especies acuáticas comestibles y un uso ceremonial-funcional híbrido. [11)	(Gómez Rueda, Hernando (1995). "Exploración de Sistemas Hidráulicos en Izapa" (PDF). ’VIII Simposio de Investigaciones Arqueológicas en Guatemala:)]

### Proyecto de Asentamiento Regional de Izapa
A partir de 2011, el Proyecto de Asentamiento Regional de Izapa (IRSP) se convirtió en el primer proyecto en investigar Izapa desde una perspectiva de asentamiento regional. Durante cuatro temporadas de encuesta, entre 2011 y 2015, el director Robert Rosenswig, profesor de la Universidad de Albany, y su equipo utilizaron el lidar (detección de luz y alcance) para mapear sitios y recopilar cerámicas de superficie para documentar las tendencias de la población en Izapa y áreas cercanas. Los informes generados a partir de esta reasignación sugieren que el centro del período Formativo de Izapa era en realidad el doble de lo que se entendía en el mapa anterior y que la ocupación del período Clásico era casi tres veces más grande de lo que indica el mapa original de la NWAF. El mapa líder ilustró además una alineación arquitectónica y una grada de un E-Group en el centro del sitio que no había sido visible desde el mapa NWAF anterior. [(Gómez Rueda, Hernando (1995). "Exploración de Sistemas Hidráulicos en Izapa" (PDF). ’VIII Simposio de Investigaciones Arqueológicas en Guatemala:)]

### Proyecto de arqueología del hogar de Izapa
En 2014, Rebecca Mendelsohn dirigió una nueva serie de excavaciones en el extremo sur del sitio. El proyecto de Mendelsohn, el Proyecto de Arqueología Doméstica de Izapa, buscaba documentar la vida cotidiana de los residentes de Izapa. Este proyecto aportó los primeros datos económicos sistemáticos para el sitio. La investigación de Mendelsohn se centra en el período comprendido entre 100 a. C. - 400 d. C. cuando disminuyó la producción de monumentos, y se registraron importantes cambios en la actividad de construcción, prácticas de entierro y actividades rituales para el sitio. [12)	(Rosenswig, Robert M.; López-Torrijos, Ricardo; Antonelli, Caroline E.; Mendelsohn, Rebecca R. (2013). "Lidar Mapping and Surface Survey of the Izapa State on the Tropical Piedmont of Chiapas, Mexico")]

## Patrimonio en peligro
Los monumentos han sido afectados por diversos factores: intemperismo, hongos, líquenes y vegetación, animales, vandalismo, pérdida, robo, destrucción intencional y tráfico ilegal. Pese a ello, aunque al observador causal le parezca que están gravemente deterioradas. La impresión del mal estado de los monumentos se debe a la iluminación frontal bajo los indispensables techos de protección, que prácticamente hace desaparecer el relieve de la piedra a los ojos del visitante. 
La intervención oficial en Izapa ha sido esporádica, aunque desde 1992 se desarrolla un programa regular de exploraciones, cuidado de la zona y registro y recuperación de monumentos que ha permitido rescatar casi una veintena de ellos, varios ya resguardados en la zona o en el museo de Tapachula. El propósito final es incluir este sitio al reducido grupo de asentamientos tempranos de Mesoamérica que han sido estudiados y protegidos. 

## Referencia y notas
1. ↑  «Vela, Enrique, “Cultura de Izapa”, Arqueología Mexicana, edición especial núm. 34, p. 29.».
2. ↑  Izapa, Chiapas Cita:"El sitio arqueológico conocido como Izapa, fue el más importante y uno de los mayores asentamientos prehispánicos del sur del estado de Chiapas, la costa del Pacífico y gran parte de Centroamérica durante el periodo formativo o preclásico..."

- Clark, John (2000). “Los pueblos de Chiapas en el Formativo,” en Segota, Durdica (coord.),

Las culturas de Chiapas en el periodo prehispánico. Consejo Estatal para la Cultura y las Artes. México: 37-57.
- Izapa: En el corazón del Soconusco chiapaneco. (27 de agosto de 2010). Retrieved from

https://www.mexicodesconocido.com.mx/izapa-chiapas1.html
- Instituto Nacional de Antropología e Historia. (1 de octubre de 2018). Zona arqueológica de Izapa. Retrieved from

https://inah.gob.mx/zonas/156-zona-arqueologica-de-izapa2 (enlace roto disponible en Internet Archive; véase el historial, la primera versión y la última).
- Mundo Maya, sitio web oficial. Izapa. (2019). Retrieved from   	 http://mundomaya.travel/es/arqueologia/top-10/item/izapa.html#mapa

S. Salvadó. (11 de agosto de 2017). Izapa, los orígenes mayas en la costa. Retrieved from 
https://www.elcaminomascorto.es/izapa-los-origenes-mayas-la-costa/

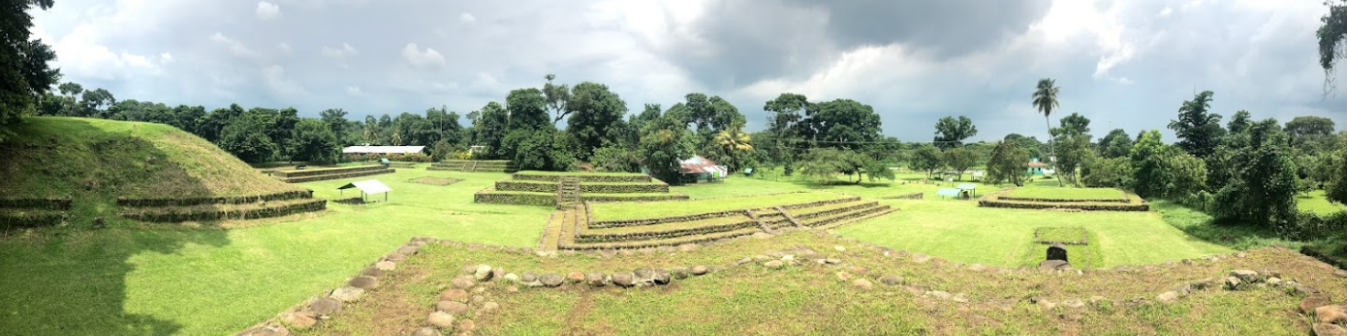
Vista panorámica Izapa

- Izapa. Wikipedia, The free encyclopedia (9 de enero de 2019). Retrieved from https://en.wikipedia.org/wiki/Izapa#Izapa_and_other_Mesoamerican_civilizations6

- SOMOHANO ERES, Ana (2015, agosto). 2015 ÁRBOLES EN LAS ESTELAS DE IZAPA: UNA PROPUESTA DE ANÁLISIS. Tesis para optar por el grado de maestría en Estudios Mesoamericanos, UNAM. Retrieved from https://www.academia.edu/14964693/2015_ÁRBOLES_EN_LAS_ESTELAS_DE_IZAPA_UNA_PROPUESTA_DE_ANÁLISIS._Tesis_para_optar_por_el_grado_de_maestría_en_Estudios_Mesoamericanos_UNAM

- Zonas Arqueológicas. (n.d.). Retrieved from

https://zonamaya.net/zonas-arqueologicas/

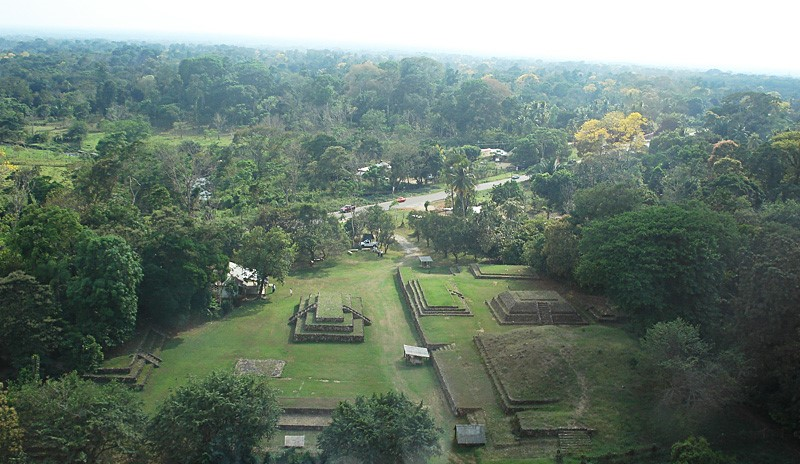
Vista aérea de Izapa.

- Magni, C., & Caterina. (2014, August). El sistema de pensamiento olmeca, México: Originalidad y especificidades. El código glífico y el lenguaje corporal. Retrieved from

http://www.scielo.org.mx/scielo.php?script=sci_arttext&pid=S0185-16592014000200002
- (Culebro, C.A. (1939). Chiapas Prehistórico: Su Arqueología. Huixtla, Chiapas: Folleto no. 1.) (Stirling, Matthew W. (1943). Stone Monuments in Southern Mexico. Washington D. C.: Smithsonian Institution Bureau of American Ethnology Bulletin n.º 138, U.S. Government Printing Office)

- (Lowe, Gareth; Lee, Thomas A., Jr.; Martínez Espinoza, Eduardo (1982). ’Izapa: An Introduction to the Ruins and Monuments. Provo: Papers of the New World Archaeological Foundation 31. Brigham Young University.) (Ekholm, Susanna M. (1969). ’Mound 30a and the Early Preclassic Sequence of Izapa, Chiapas, México. Provo: Papers of the New World Archaeological Foundation, n.º 73, Brigham Young University)

- (Gómez Rueda, Hernando (1995). "Exploración de Sistemas Hidráulicos en Izapa" (PDF). ’VIII Simposio de Investigaciones Arqueológicas en Guatemala:)

- (Rosenswig, Robert M.; López-Torrijos, Ricardo; Antonelli, Caroline E.; Mendelsohn, Rebecca R. (2013). "Lidar Mapping and Surface Survey of the Izapa State on the Tropical Piedmont of Chiapas, Mexico")

- es.scribd.com/document/270869422/Izapa

- (Love, M.; Guernsey, J. (2007). "Monument 3 from La Blanca, Guatemala: A Middle Preclassic earthen sculpture and its ritual associations)

## Enlaces de municipios cercanos a Tuxtla Chico
- Artículos de interés y galerías fotográficas de la zona arqueológica de Izapa.
- Tapachula turística. El rincón turístico en la web

- Datos: Q2334607
- Multimedia: Izapa / Q2334607